# Mockbuster
Als Mockbuster (Verkürzung von Mock-up-Blockbuster), Knockbuster (Verkürzung von Knock-off-Blockbuster) oder auch Rip-off werden Filme bezeichnet, die Trittbrettfahrer eines meist zur gleichen Zeit erscheinenden Blockbusters darstellen. Während bei einem Mockbuster-Film eher der günstige Abklatsch des Originals in Titel und Handlung im Vordergrund steht, versucht ein Knockbuster nur eine möglichst billige oder auch absichtlich schlechte Kopie zu sein.

## Geschichte
Mockbuster haben vor allem in Hollywood eine lange Geschichte. Ein frühes Beispiel ist der 1959 erschienene Vanwick-Productions-Film The Monster of Piedras Blancas, ein Knockbuster des erfolgreichen Films Der Schrecken vom Amazonas mit dem vollständig gleichen Monster-Kostüm des Designers Jack Kevan. Neuere Beispiele sind Filme von Stewart Raffill (etwa 1983 Krieg der Eispiraten und 1988 Mick, mein Freund vom anderen Stern), Body of Evidence  (1993) von Uli Edel als Kopie des Blockbusters Basic Instinct (1992) von Paul Verhoeven sowie Transmorphers, angelehnt an den ähnlich klingenden und konzipierten Blockbuster Transformers, und die bereits vor dem Erscheinen des Originals herausgekommenen Mockbuster 2012: Doomsday (Hersteller: Faith Films) sowie Supernova 2012 (Hersteller: The Asylum), inspiriert durch den im November 2009 erschienenen Film 2012 von Roland Emmerich.

## Hersteller und Regisseure
Während sich früher vereinzelte Regisseure auf diese Art der günstigen Kopie spezialisierten, beispielsweise Fred Olen Ray (Monster aus der Galaxis in Bezug auf E. T. – Der Außerirdische), sind es heute zunehmend bekanntere Studios wie The Asylum, die ausnahmslos solche Trittbrettfahrer bekannter Blockbuster produzieren und dazu einen ganzen Stab von Regisseuren beschäftigen.

## Kritik
Den Herstellern solcher Mockbuster wird vorgeworfen, die Unwissenheit über einen neuen Blockbuster auszunutzen, um so noch vor oder während des Erscheinens des Originals dessen Werbung und allgemeine Aufmerksamkeit auszunutzen, um eine Billigkopie mit einem zum Verwechseln ähnlich klingenden Namen und gleicher Aufmachung erfolgreich zu verkaufen. Solche günstigeren Kopien seien dazu äußerlich nur schwer als solche zu erkennen und würden überwiegend in der Absicht gekauft, den entsprechenden Blockbuster zu erwerben.